# Skrælling
Skrælling er betegnelsen, som nordboerne fra Grønland og Vinland gav indianere og inuitter, eller muligvis folk fra Dorset-kulturen, i Nordamerika i begyndelsen af 1000-tallet. De skelnede ikke mellem inuitter og indianere.
Begrebet skrælling er det eneste nyord, som er videreført fra den norrøne befolkning på Grønland og Vinland.[kilde mangler] Måske stammer ordet fra det norrøne ord skrá, som betyder skind. Det kan således være en beskrivelse af, at de indfødte gik klædt i skind i kontrast til de norrøne, der gik klædt i klæder af uld.[kilde mangler]